# Diego Contento
Diego Armando Valentin Contento (født 1. maj 1990) er en tysk-italiensk venstreback som spiller for Girondins Bordeaux. 

## Karriere
Han blev født i München og startede derfor naturligt op i klubben som han i dag spiller i. Han blev navngivet efter Diego Maradona. Contento har dog ikke slået igennem på Bayern Münchens førstehold, hvor han har en rolle som reserve. Han har både optrådt for det tyske U/17 landshold og U/20 landshold. Han har endnu ikke fået sin debut for det bedste tyske landshold.